# Formazione dei Jethro Tull
I Jethro Tull sono un gruppo rock progressivo inglese di Blackpool. Formatosi nel dicembre 1967, il gruppo originariamente comprendeva il cantante e flautista Ian Anderson, il chitarrista e corista Mick Abrahams, il bassista Glenn Cornick e il batterista Clive Bunker. I membri di lunga data includono il chitarrista Martin Barre, che ha suonato in tutti tranne il primo album in studio e il bassista Dave Pegg, che è stato con il gruppo per quasi 16 anni.

## Cronistoria
Il tastierista John Evan è stato aggiunto alla formazione della band nell'aprile 1970, dopo aver contribuito a Benefit come artista ospite.[4] Entro la fine dell'anno, Cornick aveva lasciato la band a causa di "differenze musicali", con Jeffrey Hammond-Hammond al suo posto. Anderson fu lasciato come unico membro originale del gruppo nel maggio 1971, quando anche Bunker se ne andò a causa del loro intenso programma di tournée.[6] È stato sostituito da Barriemore Barlow.
Craney e Jobson se ne andarono entrambi dopo il tour A nel 1981, con i loro posti presi rispettivamente da Gerry Conway e Peter-John Vettese. Conway se ne andò dopo essersi esibito in The Broadsword and the Beast del 1982 e la tappa europea del tour dell'album, con Paul Burgess portato per completare le date negli Stati Uniti nel corso dell'anno.[16] Nel 1984, Doane Perry si unì come sostituto permanente di Conway dopo la registrazione di Under Wraps. Maartin Allcock ha assunto il ruolo di tastierista e violinista della band nel 1988, rimanendo fino al 1991 quando Andrew Giddings ha preso il suo posto. Pegg se ne andò nel 1995, e Jonathan Noyce portato in seguito come suo sostituto 
La formazione dei Jethro Tull è rimasta stabile fino al 2007, quando Noyce e Giddings hanno lasciato il gruppo e sono stati sostituiti rispettivamente dai compagni di band solisti di Anderson David Goodier e John O'Hara. Anderson ha iniziato a concentrarsi sul rilascio e sul tour con il proprio nome nel 2011, quando i Jethro Tull sono stati sostanzialmente sciolti. Nell'agosto 2017, è stato annunciato che i Jethro Tull sarebbero tornati per un tour l'anno successivo per celebrare il 50º anniversario del loro album di debutto This Was, con i membri della band solista di Anderson Florian Opahle (chitarra) e Scott Hammond (batteria).

## Formazione

### Attuale
- Ian Anderson - voce, flauto, chitarra acustica (1967–2011 / 2017-oggi)
- Jack Clark - chitarra elettrica (2024-oggi)
- David Goodier - basso (2007–2011 / 2017-oggi)
- John O'Hara - tastiere (2007-2011 / 2017-oggi)
- Scott Hammond – batteria, percussioni (2011 / 2017–oggi)

### Ex membri
- Mick Abrahams – chitarra, voce (1967–1968)
- Tony Iommi – chitarra (1968)
- Martin Barre - chitarra elettrica (1968-2011)
- Florian Opahle - chitarra (2011 / 2017-2019 / 2021)
- Joe Parrish - chitarra elettrica (2020-2024)
- Glenn Cornick – basso (1967–1970; deceduto nel 2014)
- Jeffrey Hammond – basso (1971–1975)
- John Glascock – basso, voce (1975–1979; deceduto nel 1979)
- Dave Pegg – basso, mandolino, voce (1979–1995)
- Jonathan Noyce – basso (1995–2007)
- John Evan – tastiera (1970–1980)
- Dee Palmer – tastiera (1977–1980; orchestrazioni tra 1967 e 1976)
- Eddie Jobson – tastiera (1980–1981)
- Peter-John Vettese – tastiera (1982–1986; studio – 1989)
- Don Airey - tastiera (1986-1987)[1]
- Maartin Allcock – tastiera, chitarra, mandolino (1988–1991)
- Andrew Giddings – tastiera, fisarmonica, basso (1991–2007)
- Clive Bunker – batteria, percussioni (1967–1971)
- Barriemore Barlow – batteria, percussioni (1971-1980)
- Mark Craney – batteria, percussioni (1980–1981; deceduto nel 2005)
- Gerry Conway – batteria, percussioni (1982; studio – 1987–1988)
- Doane Perry - batteria, percussioni (1984–2011)

## Turnisti
- Tony Iommi: chitarra elettrica
- Steve Bailey: basso
- Meena Bhasin: violino
- Anna Phoebe: violino
- Ann Marie Calhoun: violino
- Phil Collins: batteria
- James Duncan: batteria
- Mark Mondesir: batteria
- Greig Robinson: basso